# ریما کالینگال
ریما کالینگال (به انگلیسی: Rima Kallingal) (زاده ۱۸ ژانویه ۱۹۸۴) بازیگر هندی است.
از کارهای معروف او می‌توان به بازی در فیلم ۲۲ زن کوتایام، میان من و او و شوهران در گوا اشاره کرد.